# Honda Freed
Honda Freed — 7/8-вмістимий компактвен, вироблений японською компанією Honda з 2008 року. У модельному ряду автомобіль замінив Honda Mobilio. Freed заснований на платформі Honda Fit, який, в свою чергу, заснований на платформі «Honda Global Small Car». Усього доступно 3 версії автомобіля: 7- вмістимий (3 ряди сидінь), 8-вмістимий (спереду з'являється третє центральне місце) і 5- вмістимий (2 ряди сидінь). Крім того, існує версія для інвалідів, у якій переднє або заднє пасажирські крісла висуваються вбік. Задні бічні двері автомобіля зсуваються назад, таке рішення можна часто знайти у компактвенів. Базова ціна Freed — 2 226 000 єн (20 700 $).